# Бен Фостер (актор)
Бенджамін Фостер (англ. Benjamin A. Foster, Ben Foster; нар. 29 жовтня 1980) — американський актор. Його ролі у фільмах включають участь у наступних проєктах — «Проєкт „Ларамі“», «Піф-паф, ти – мертвий», «Заручник», «Люди Ікс: Остання битва», «Альфа Дог», «30 днів ночі», «Посланець» і «Пандорум». Він отримав кілька номінацій як Найкращий актор другого плану «Сатурн» і «Супутник» за роль 2007 року у фільмі «Потяг до Юми».

## Приватне життя
Фостер народився в Бостоні, штат Массачусетс, син власників ресторанів Джилліан і Стівен Фостер. Він описав своїх батьків, як «вільних духом, в'єтнам-протестуючих хіпі». Він має молодшого брата Джона, який також є актором. Фостер був вихований у єврейській релігії свого батька. Його бабуся по батьківській лінії емігрувала з Росії, щоб уникнути погромів, у 1923 році.
Коли Фостеру було чотири роки, його родина переїхала до Ферфілда, штат Айова, після того, як їхній дім у Бостоні пограбували. Він практикував трансцендентальну медитацію з чотирьох років.
З 2012 року перебував у стосунках з акторкою Робін Райт, з 2016 року — з акторкою Лаурою Препон. Весілля з Препон відбулось у 2018 році. В шлюбі народилось двоє дітей — у 2017 та 2020 роках. У 2024 році пара подала на розлучення.

## Фільмографія

### Кінофільми
| Рік  |   | Українська назва        | Оригінальна назва        | Роль                      |
| ---- | - | ----------------------- | ------------------------ | ------------------------- |
| 1996 | ф |                         | Kounterfeit              | Тревіс                    |
| 1999 | ф |                         | Liberty Heights          | Бен Курцман               |
| 2001 | ф | Вірус кохання           | Get Over It              | Берк                      |
| 2002 | ф | Великі неприємності     | Big Trouble              | Метт Арнольд              |
| 2002 | ф | Піф-паф, ти – мертвий   | Bang Bang You're Dead    | Тревор Адамс              |
| 2002 | ф | Телефонна будка         | Phone Booth              | Big Q                     |
| 2003 | ф | Нортфорк                | Northfork                | Код                       |
| 2003 | ф | 11:14                   | 11:14                    | Едді                      |
| 2004 | ф | Каратель                | The Punisher             | Дейв                      |
| 2005 | ф | Заручник                | Hostage                  | Маршал «Марс» Крупчек     |
| 2006 | ф | Люди Ікс: Остання битва | X-Men: The Last Stand    | Воррен Вортінгтон / Янгол |
| 2006 | ф | Альфа Дог               | Alpha Dog                | Джейк Мазурскі            |
| 2007 | ф | Потяг до Юми            | 3:10 to Yuma             | Чарлі Принц               |
| 2007 | ф | 30 днів ночі            | 30 Days of Night         | незнайомець               |
| 2009 | ф | Пандорум                | Pandorum                 | капрал Бавер              |
| 2009 | ф | Посланець               | The Messenger            | Вілл Монтґомері           |
| 2011 | ф | Механік                 | The Mechanic             | Стів Маккена              |
| 2011 | ф | Бастіон                 | Rampart                  | Террі                     |
| 2012 | ф | Контрабанда             | Contraband               | Себастіан Ебні            |
| 2013 | ф | Убий своїх коханих      | Kill Your Darlings       | Вільям Барроуз            |
| 2013 | ф | Несвяті                 | Ain't Them Bodies Saints | Патрік Вілер              |
| 2013 | ф | Вцілілий                | Lone Survivor            | Меттью «Акс» Акселсон     |
| 2015 | ф | Програма                | The Program              | Ленс Армстронг            |
| 2015 | ф | Проти шторму            | The Finest Hours         | Річард Лівсі              |
| 2016 | ф | Будь-якою ціною         | Hell or High Water       | Теннер Говард             |
| 2016 | ф | Warcraft: Початок       | Warcraft: The Beginning  | Медів                     |
| 2016 | ф | Інферно                 | Inferno                  | Бертран Цобріст           |
| 2017 | ф | Рок-н-рол               | Rock'n Roll              | Бен Фостер                |
| 2017 | ф | Вороги                  | Hostiles                 | Чарльз Віллз              |
| 2018 | ф | Не залишай слідів       | Leave No Trace           | Вілл                      |
| 2018 | ф | Галвестон               | Galveston                | Рой Кейді                 |
| 2021 | ф | Гаррі Гафт              | Harry Haft               | Гаррі Гафт                |
| 2022 | ф | Підрядник               | The Contractor           | Майк                      |
| 2022 | ф | Дорога до НБА           | Hustle                   | Вінс Меррік               |
| 2022 | ф | Середньовіччя           | Medieval                 | Ян Жижка                  |
| 2022 | ф | Звільнення              | Emancipation             | Фассель                   |
| 2023 | ф |                         | Finestkind               | Том                       |
| 2024 | ф | Точка зіткнення         | Sharp Corner             | Джош                      |

### Телебачення
| Рік       |    | Українська назва      | Оригінальна назва         | Роль                                                                             |
| --------- | -- | --------------------- | ------------------------- | -------------------------------------------------------------------------------- |
| 1996—1997 | с  |                       | Flash Forward             | Такер Джеймс (26 епізодів)                                                       |
| 1998      | тф |                       | I've Been Waiting for You | Чарлі                                                                            |
| 1999—2000 | с  | Диваки і навіжені     | Freaks and Geeks          | Ілай (2 епізоди)                                                                 |
| 2000      | с  | Сімейне право         | Family Law                | Джейсон Нельсон (Епізод: "A Mother's Son")                                       |
| 2002      | тф | Проєкт „Ларамі“       | The Laramie Project       | Аарон Крейфельс                                                                  |
| 2003—2005 | с  | Клієнт завжди мертвий | Six Feet Under            | Расселл Корвін (22 епізоди)                                                      |
| 2005      | с  | Мертва зона           | The Dead Zone             | Даррен Фолдс (Епізод: "The Last Goodbye")                                        |
| 2007      | с  | Мене звати Ерл        | My Name Is Earl           | Гленн (2 епізоди)                                                                |
| 2012      | мс | Робоцип               | Robot Chicken             | Орвілл Реденбахер / мандрівник у часі (озвучка, Епізод: "Executed by the State") |